# Megaceryle
A Megaceryle a madarak osztályának szalakótaalakúak (Coraciiformes) rendjébe és a jégmadárfélék (Alcedinidae) családjába tartozó nem.

## Rendszerezés
A nembe az alábbi 4 faj tartozik:
- óriás halkapó (Megaceryle maxima)
- szalagos halkapó (Megaceryle lugubris)
- örvös halkapó (Megaceryle alcyon)
- gyűrűs halkapó (Megaceryle torquata)